# Lasionota bivittatus
Lasionota bivittatus es una especie de escarabajo del género Lasionota, familia Buprestidae. Fue descrita científicamente por Gory & Laporte en 1839.

## Distribución geográfica
Habita en el Neotrópico.